# 伍肇齡
伍肇龄（1829年9月13日—1915年5月29日），字椿年，號崧生。四川邛州（今邛崍）人，晚清翰林、官员、教育家。进士出身。

## 生平
伍肇龄于道光二十七年（1847年）考中张之万榜二甲二十三名进士，选翰林院庶吉士，散馆后授编修，咸豐三年乞假回籍，主講九峰、鶴山、川南、尊經、錦江各書院，光緒二十九年重与恩荣宴，賞給侍講銜，光緒三十三年賞給侍講學士銜，民國4年5月2日，袁大總統特給碩德耆年匾額並福壽字各一方，夏曆四月十六日（5月29日）病故，享年八十九。。

## 著作
工书法，善古文，有《石堂藏书》、《石堂诗钞》等。曾与董贻清等合纂《直隶绵竹志》。